# Gourvillette
Gourvillette é uma comuna francesa na região administrativa da Nova Aquitânia, no departamento de Charente-Maritime. Estende-se por uma área de 8,01 km². Em 2010 a comuna tinha 92 habitantes (densidade: 11,5 hab./km²).